# Danny Kent
Danny Kent (Chippenham, 1993. november 25. –) brit motorversenyző, a Moto3-as világbajnokság 2015-ös világbajnoka. Barry Sheene 1977-es címe, óta ez volt az első brit bajnoki cím a Gyorsasági Motoros Világbajnokság történetében. Később a Moto2-ben folytatta pályafutását. 

## Pályafutása

### 2010
Kent 2010-ben a Red Bull Rookies Cup-ban versenyzett, ahol éppen csak lemaradva a címről, második lett az összesítésben.

### 2011
A 125cc kategória utolsó idényében Aki Ajo csapatához szerződött, ahol egy Aprilia RSA 125 nyergében versenyezhetett, csapattársa a német Jonas Folger volt. Kent teljes szezont futhatott és a rendelkezésére álló viszonylag gyenge technikával is ért el figyelemre méltó eredményeket. Gyakorta a pontszerzők között volt látható, külön kiemelendő a Jerezben elért 4. helye. Az évet végül a bajnokság 11. helyén zárta.

### 2015
Az utolsó Valencia-i futamon aztán hiába nyert a portugál, Kent a gyengének tűnő kilencedik helyével is bebiztosította a világbajnoki címét, így ő lett 2015 Moto3-as világbajnoka.

### 2016
Kent a Moto3-as bajnoki cím után ismét fellépett a középső kategóriába. Maradt győzelmét hozó csapatánál a Leopard Racingnél, csapattársa pont előző évi legnagyobb riválisa, Oliveira lett.

### 2017
Kent erre az évre is maradt a Moto2-ben, immáron azonban a Kiefer Racinghez szerződött. Le Mans-ban korábbi csapatánál, a Red Bull KTM Ajo-nál ugorhatott be a Moto3-ban.